# Polycera
Polycera es un género de moluscos nudibranquios de la familia Polyceridae.

## Morfología

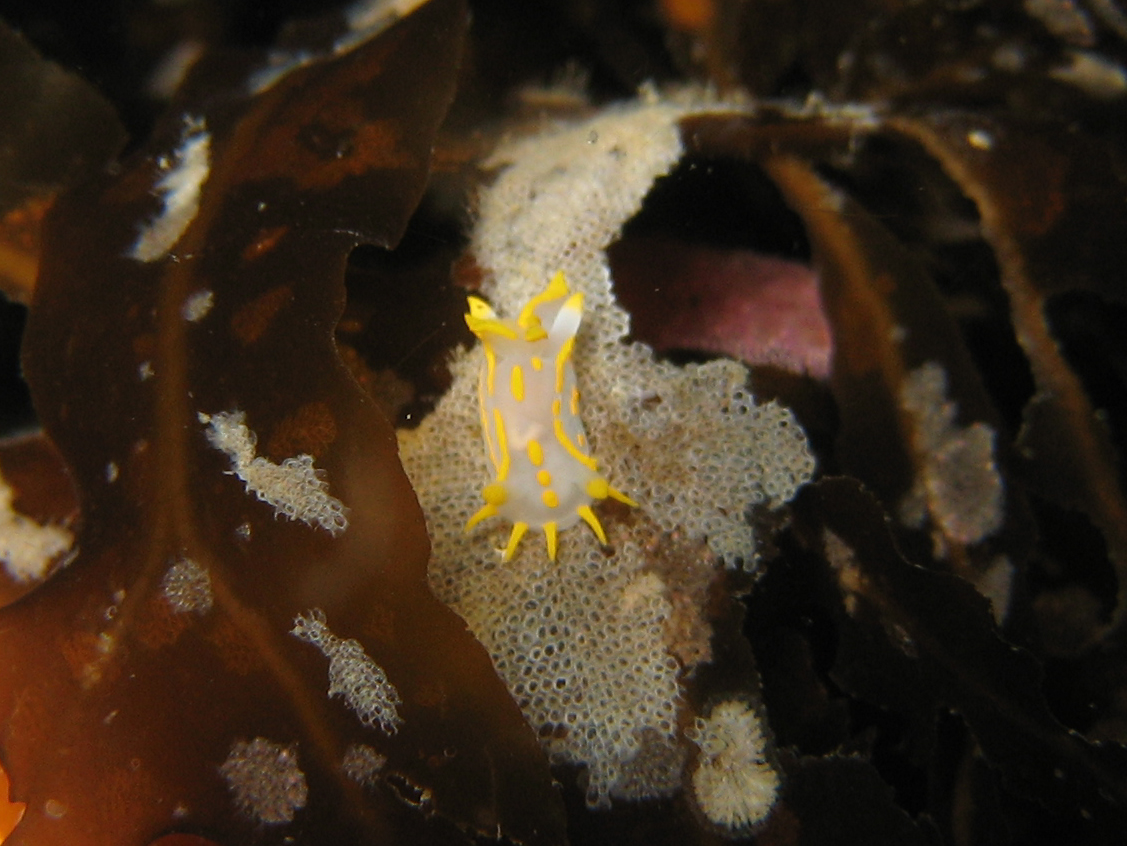
Ejemplar juvenil de P. quadrilineata comiendo el briozoo Membranipora membranacea

El género se caracteriza por tener el cuerpo limaciforme, más elevado en el medio. El notum, o manto, puede ser liso, o recubierto, parcial o totalmente, de papillae o tubérculos. El margen anterior de la cabeza se expande formando un velo frontal con tubérculos. Tiene tentáculos orales cortos y lobulados. Los rinóforos, u órganos sensitivos, tienen hasta 26 lamellae y no son retráctiles. Las branquias, hasta 11, pueden ser de simples y pinnadas, a tripinnadas; y dispuestas en semicírculo alrededor del ano. Cuentan con mandíbulas pareadas, la rádula tiene hasta 20 hileras de dientes; los dientes interiores laterales son ganchudos, siendo el segundo lateral más grande que el primero, los laterales exteriores son pequeños. Tienen una glándula prostática grande, y el pene armado con espinas.

## Reproducción
Son ovíparos y hermafroditas triáulicos, que cuentan con dos aberturas genitales femeninas separadas: oviducto y vagina, y un pene masculino.
Aunque son hermafroditas no pueden autofecundarse, por lo que necesitan, al menos, de otro individuo para procrear. Con frecuencia conforman agregaciones reproductivas de varios individuos, que, en su mayor parte, penetran a otro individuo, y son penetrados a su vez. 

## Alimentación

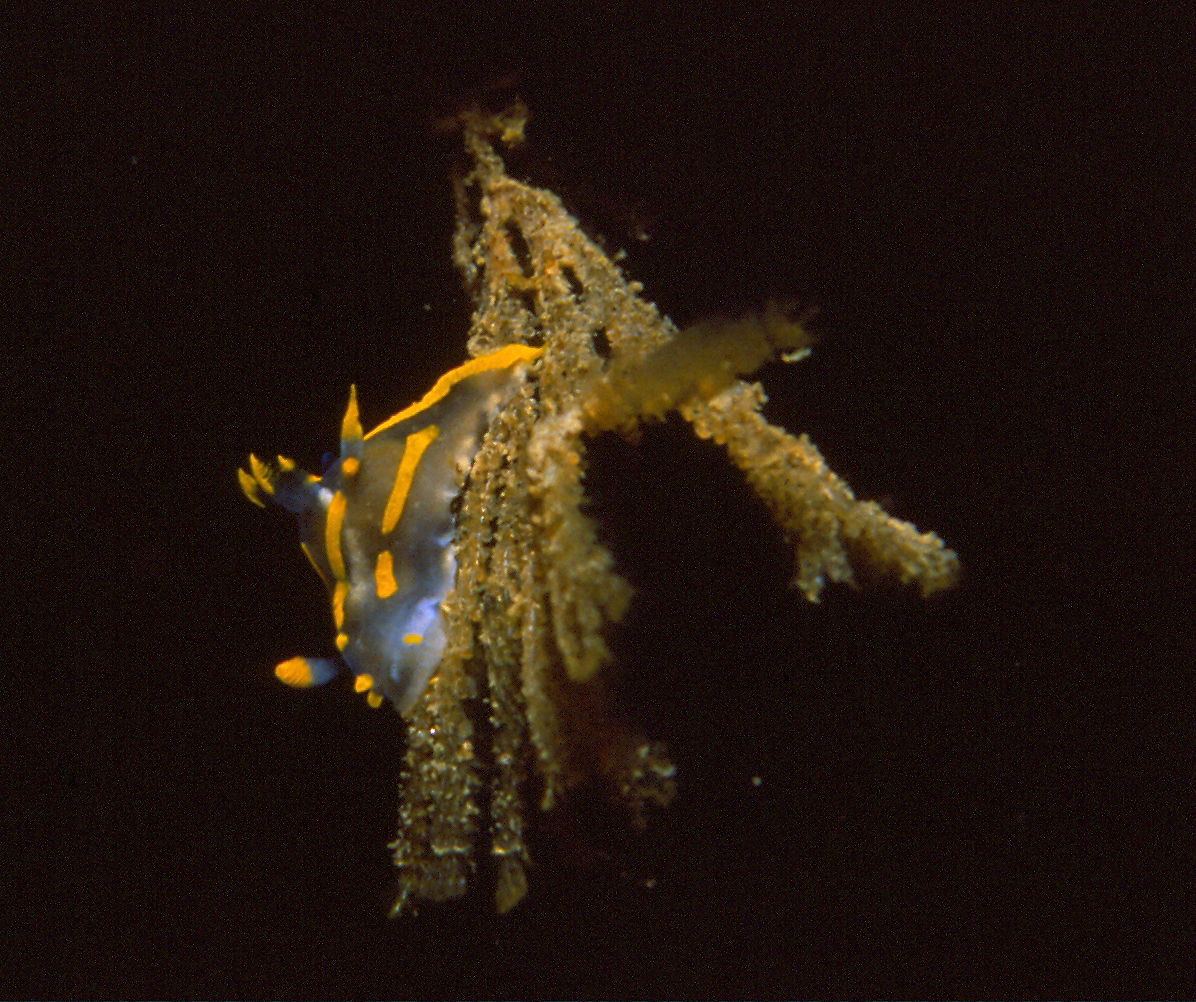
Polycera quadrilineata sobre un briozoo Bugula sp

Son predadores carnívoros, alimentándose principalmente de briozoos, como Bugula neritina, Zoobotryon verticillatum, Sessibugula translucens o Membranipora sp.

## Hábitat y distribución
Estas pequeñas babosas marinas se distribuyen por los océanos Atlántico, incluido el Mediterráneo, Índico  y Pacífico.
Habitan aguas templadas y tropicales, en un rango de profundidad entre 0 y 41 m, y en un rango de temperatura entre 11.05 y 26.82 °C.
Frecuentan áreas intermareales rocosas, prefiriendo sustratos duros sucios y lagunas costeras. Con frecuencia asociados con briozoos como Bugula neritina o Zoobotryon verticillatum, o con macroalgas como Ulva rigida.

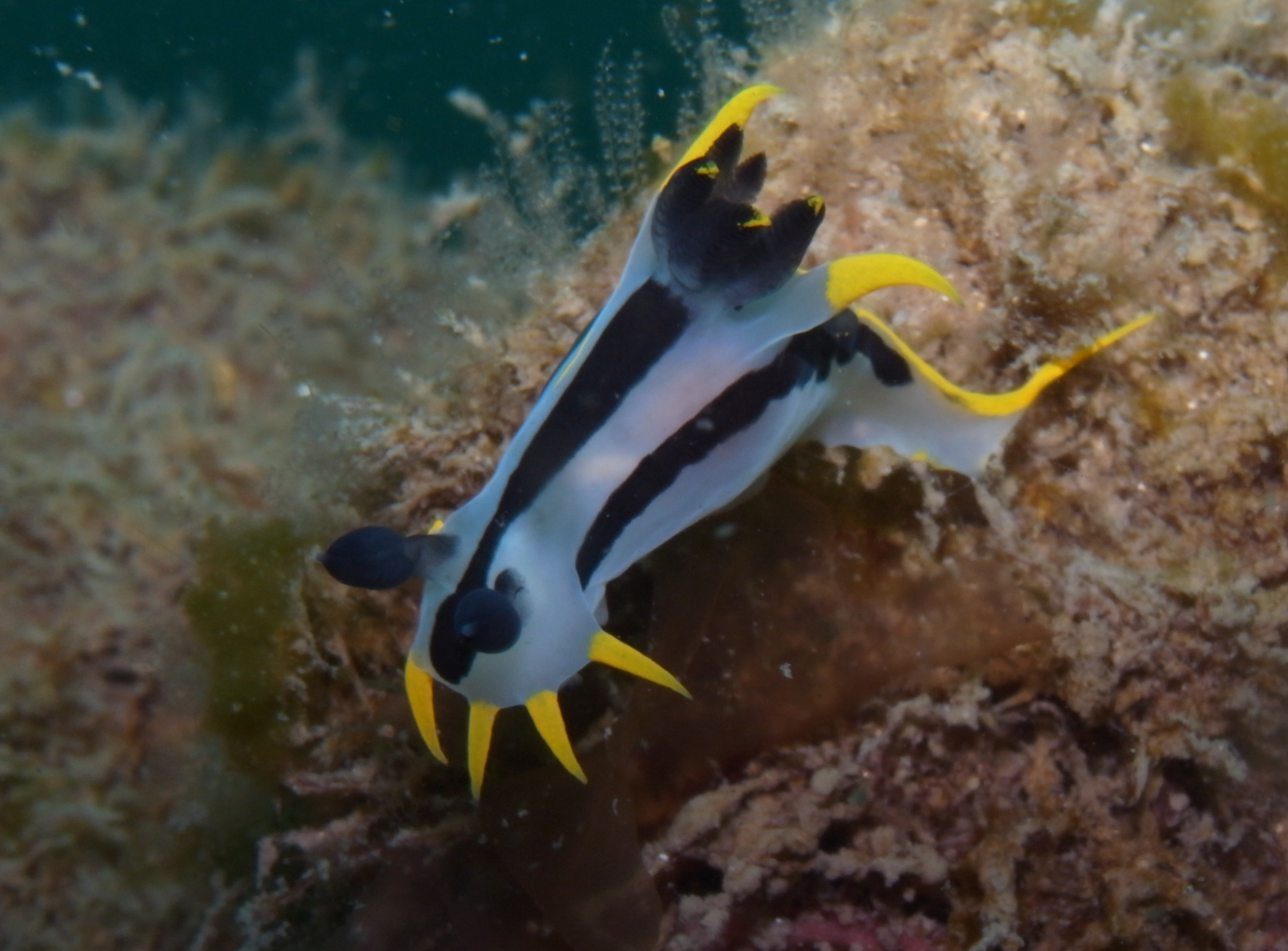
Polycera capensis

## Especies
El Registro Mundial de Especies Marinas reconoce las siguientes especies válidas en el género Polycera:
- Polycera abei (Baba, 1960)
- Polycera alabe Collier & Farmer, 1964
- Polycera anae Pola, Sánchez-Benítez & Ramiro, 2014
- Polycera atra MacFarland, 1905
- Polycera aurantiomarginata García-Gómez & Bobo, 1984
- Polycera aurisula Er. Marcus, 1957
- Polycera capensis Quoy & Gaimard, 1824
- Polycera chilluna Er. Marcus, 1961
- Polycera elegans (Bergh, 1894)
- Polycera faeroensis Lemche, 1929
- Polycera fujitai Baba, 1937
- Polycera hedgpethi Er. Marcus, 1964
- Polycera herthae Ev. Marcus & Er. Marcus, 1963
- Polycera hummi Abbott, 1952
- Polycera janjukia Burn, 1962
- Polycera japonica Baba, 1949
- Polycera kaiserae Hermosillo & Valdés, 2007
- Polycera maculata Pruvot-Fol, 1951
- Polycera maddoxi M. C. Miller, 2005
- Polycera manzanilloensis Ortea, Espinosa & Camacho, 1999
- Polycera marplatensis Franceschi, 1928
- Polycera melanosticta M. C. Miller, 1996
- Polycera odhneri Er. Marcus, 1955
- Polycera parvula (Burn, 1958)
- Polycera picta Risbec, 1928
- Polycera priva Er. Marcus, 1959
- Polycera quadrilineata (O. F. Müller, 1776)
- Polycera risbeci Odhner, 1941
- Polycera rycia Er. Marcus & Ev. Marcus, 1970
- Polycera tricolor Robilliard, 1971
- Polycera xicoi Ortea & Rolán, 1989

- Polycera funerea Pruvot-Fol, 1930 (nomen dubium)
- Polycera pruvotae Risbec, 1953 (nomen dubium)

## Galería

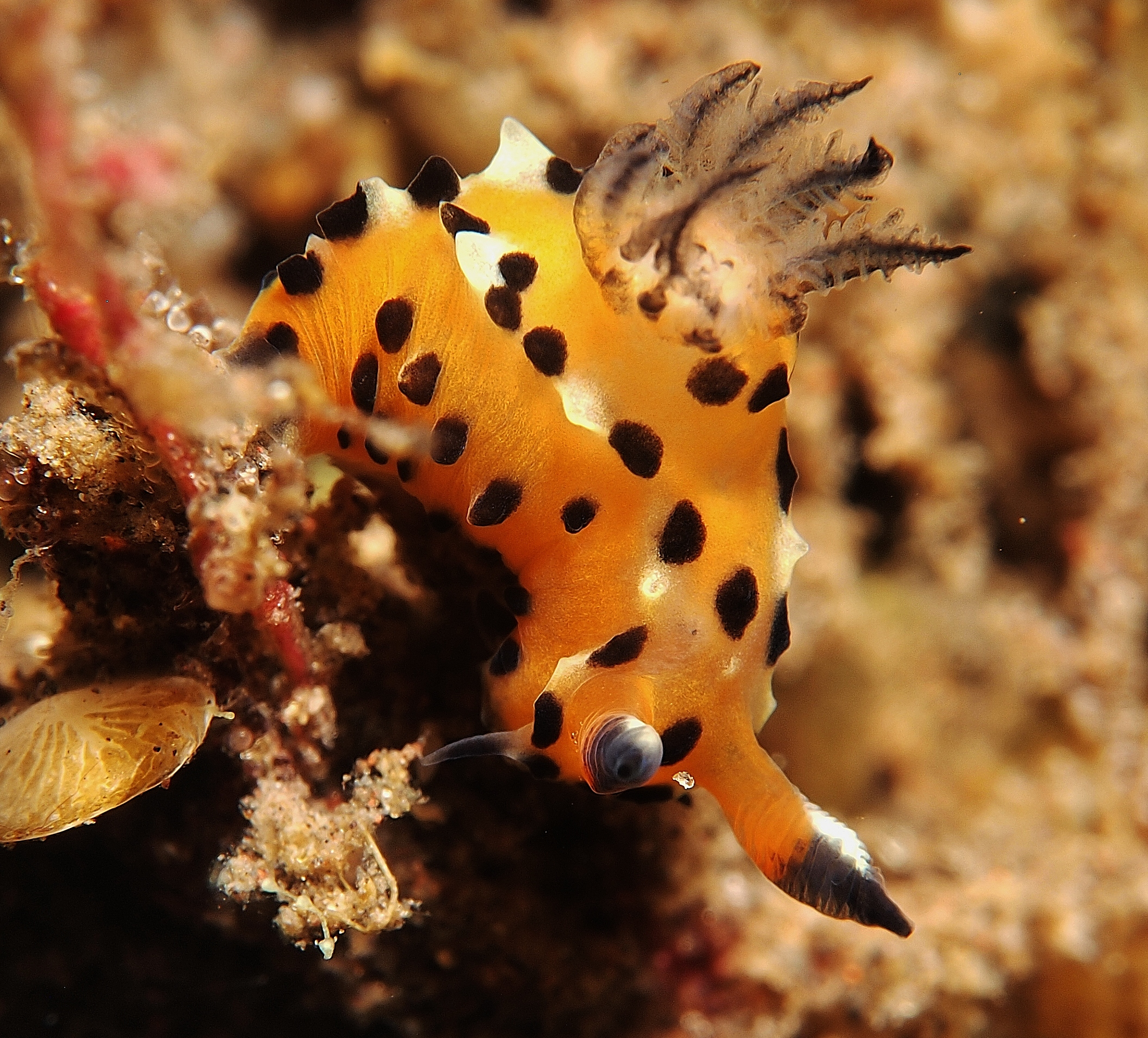
Polycera abei
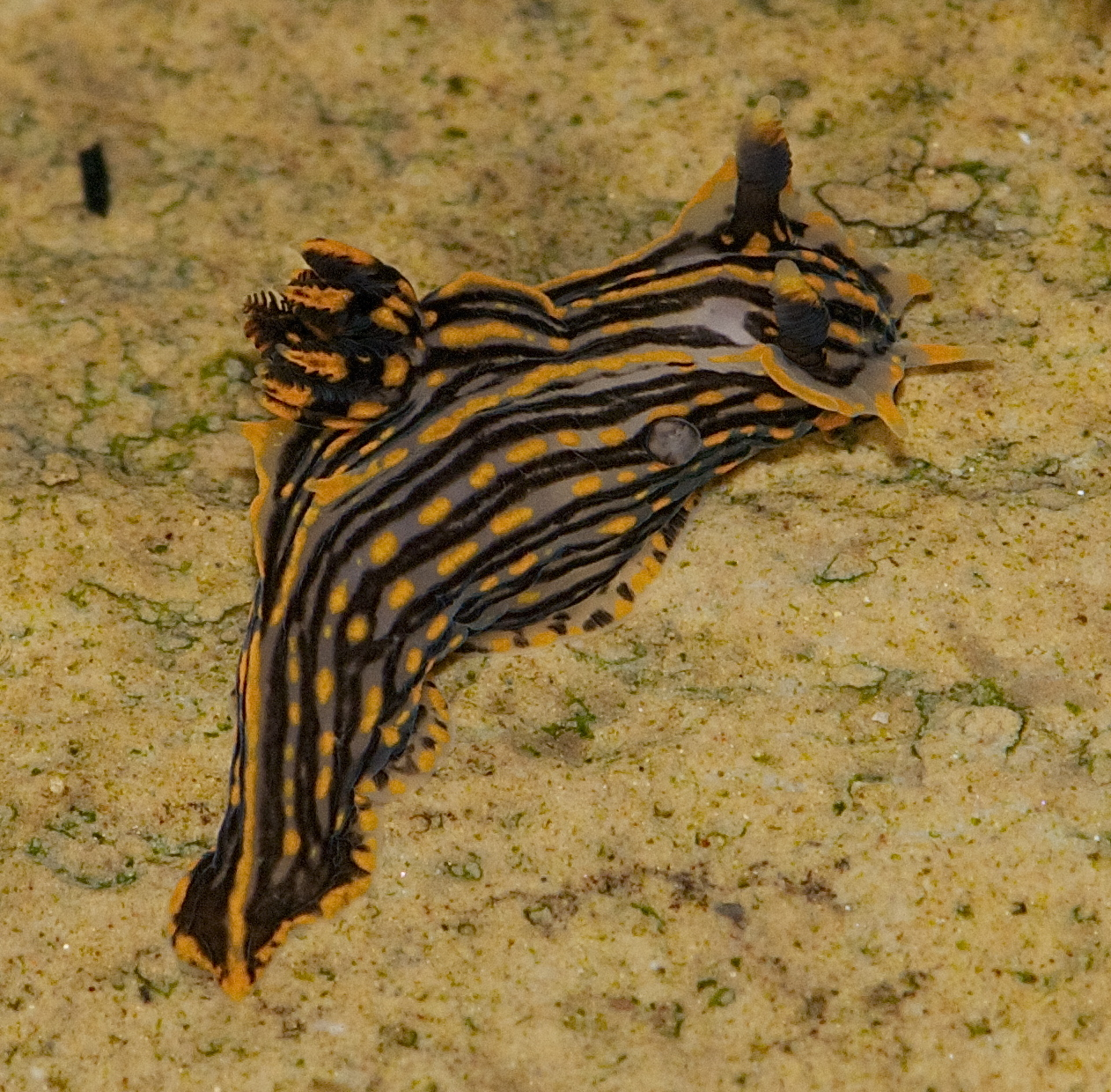
Polycera atra
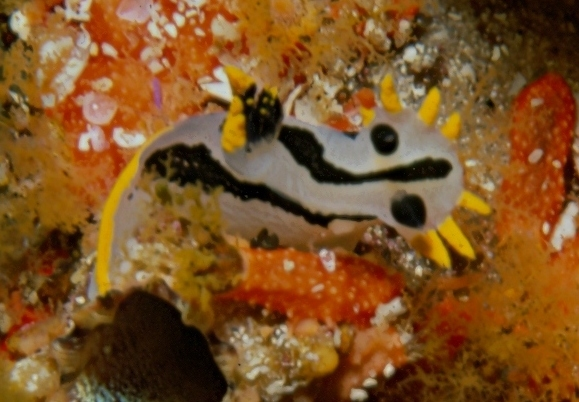
Polycera capensis
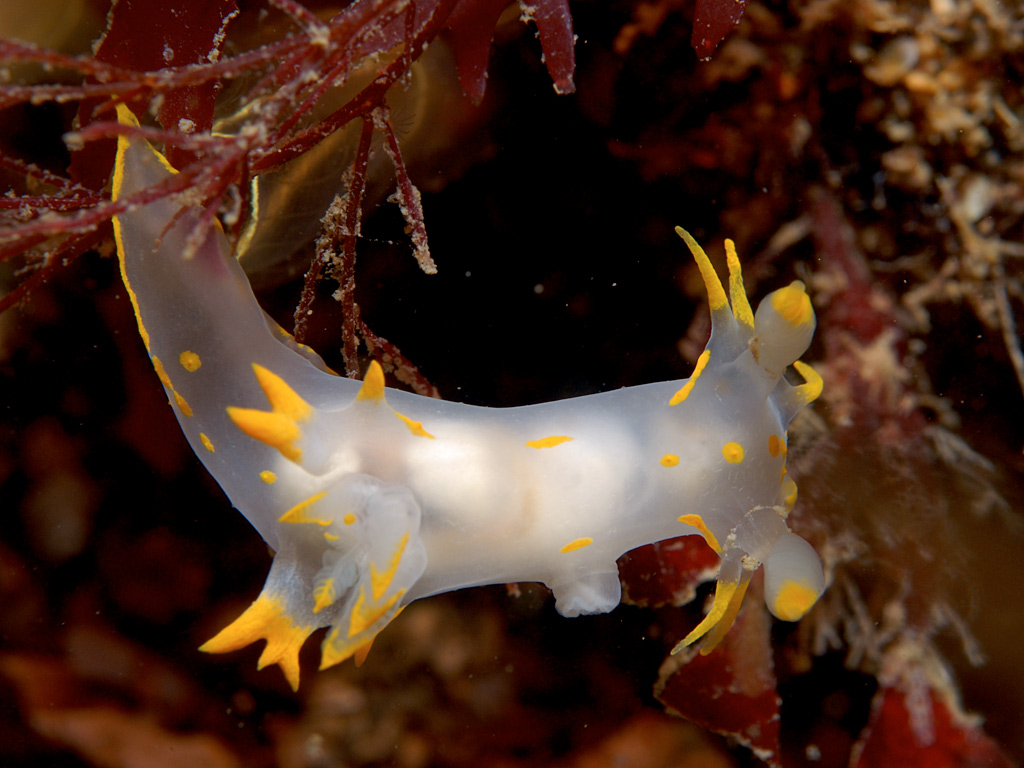
Polycera faeroensis
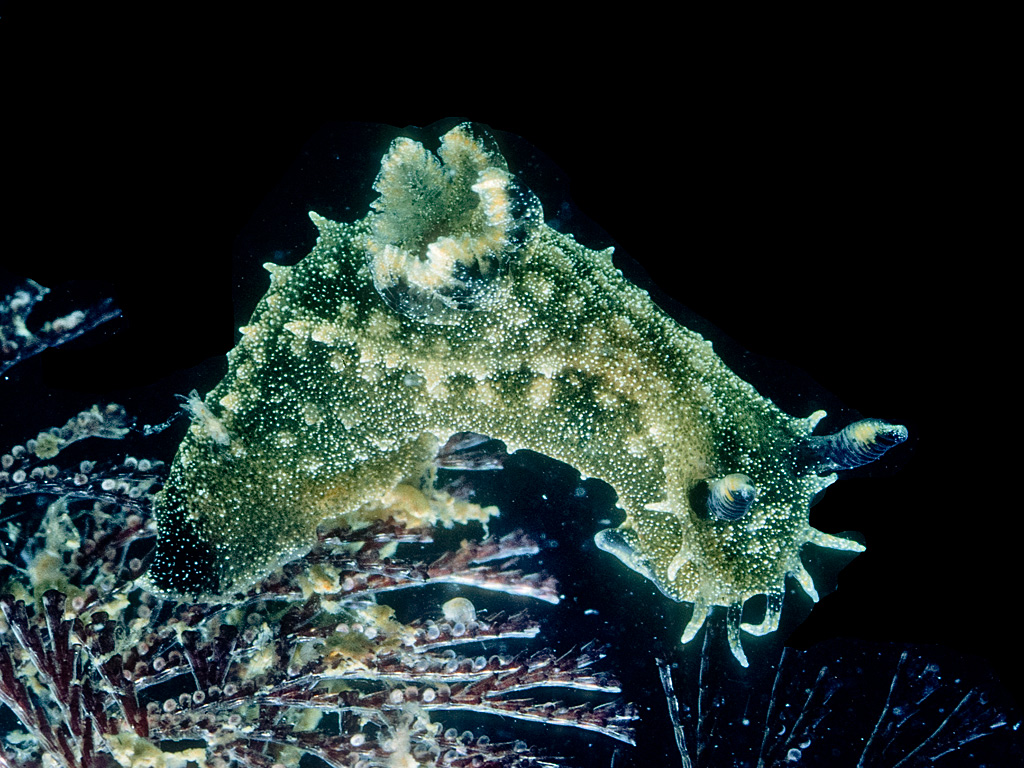
Polycera fujitai
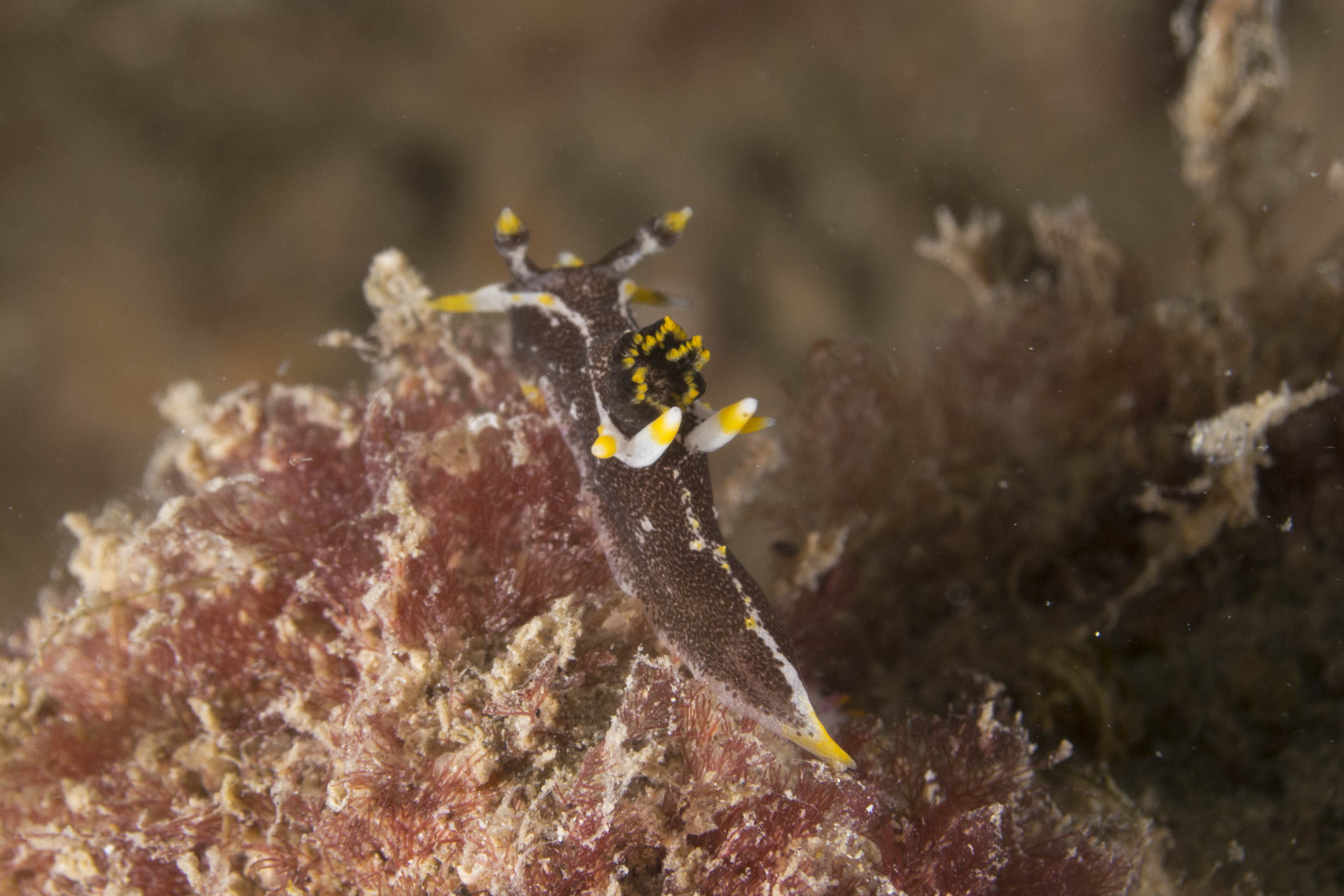
Polycera hedgpethi
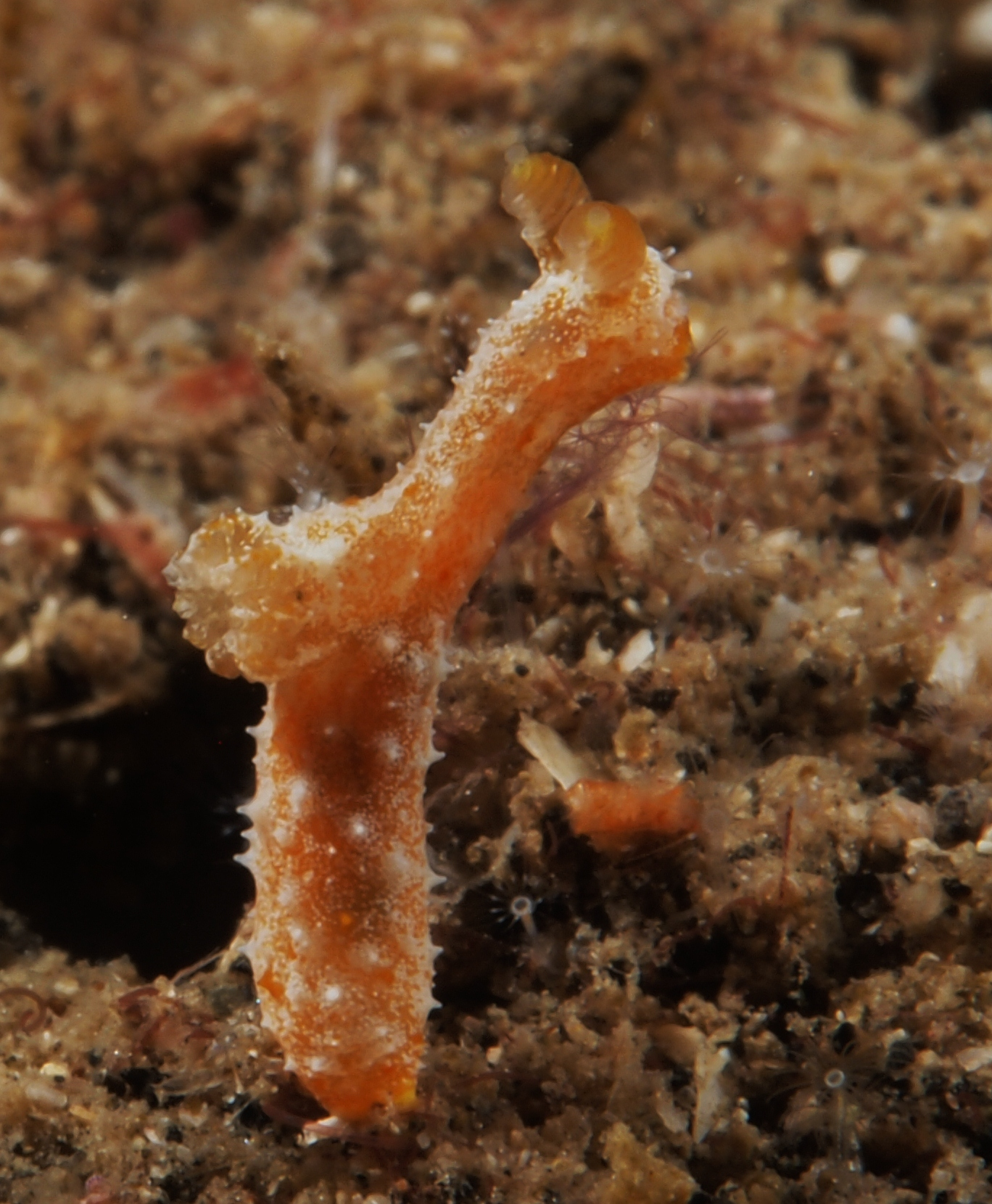
Polycera japonica
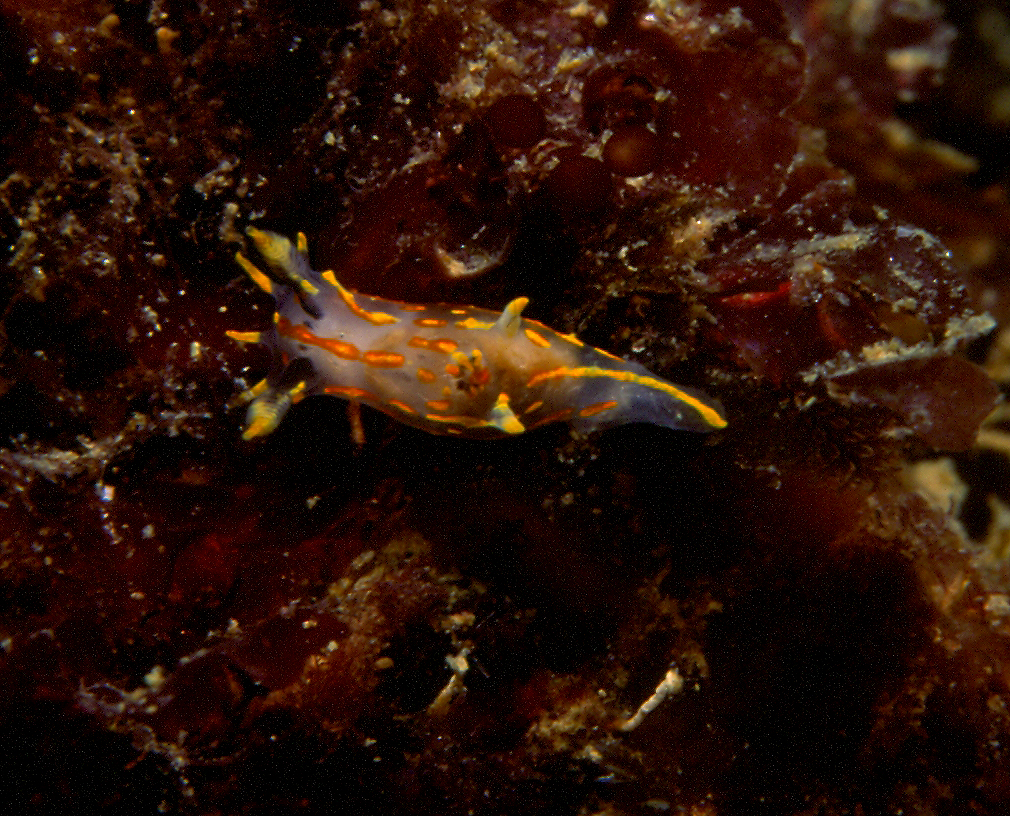
Polycera quadrilineata
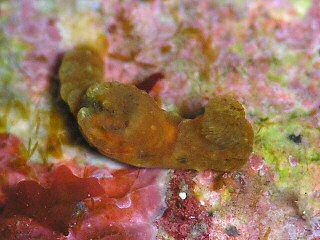
Polycera risbeci

Especies cuyo nombre ha dejado de ser aceptado por sinonimia:

- Polycera atlantica Pruvot-Fol, 1956 aceptada como Polycera elegans (Bergh, 1894)
- Polycera citrina Alder & Hancock, 1841 aceptada como Palio dubia (M. Sars, 1829)
- Polycera conspicua Allan, 1932 aceptada como Polycera capensis Quoy & Gaimard, 1824
- Polycera cooki Angas, 1864 aceptada como Paliolla cooki (Angas, 1864)
- Polycera cornigera Adams & Reeve in Adams, 1848 aceptada como Ceratosoma trilobatum (J.E. Gray, 1827)
- Polycera cristata Alder, 1841 aceptada como Ancula gibbosa (Risso, 1818)
- Polycera dubia M. Sars, 1829 aceptada como Palio dubia (M. Sars, 1829)
- Polycera gnupa Er. Marcus & Ev. Marcus, 1967 aceptada como Polycera hedgpethi Er. Marcus, 1964
- Polycera horrida Hesse, 1872 aceptada como Aegires punctilucens (d'Orbigny, 1837)
- Polycera incognita (Ortea, Espinosa & Caballer, 2005) aceptada como Kankelibranchus incognitus Ortea, Espinosa & Caballer, 2005
- Polycera lessoni d'Orbigny, 1837 aceptada como Palio dubia (M. Sars, 1829)
- Polycera lessonii d'Orbigny, 1837 aceptada como Palio dubia (M. Sars, 1829)
- Polycera lineatus Risso, 1826 aceptada como Polycera quadrilineata (O. F. Müller, 1776)
- Polycera mediterranea Bergh, 1879 aceptada como Polycera quadrilineata (O. F. Müller, 1776)
- Polycera messinensis Odhner, 1941 aceptada como Polycera elegans (Bergh, 1894)
- Polycera modesta Lovén, 1846 aceptada como Palio dubia (M. Sars, 1829)
- Polycera nigrocrocea Barnard, 1927 aceptada como Polycera capensis Quoy & Gaimard, 1824
- Polycera nigrolineata Dautzenberg & Durouchoux, 1913 aceptada como Polycera quadrilineata (O. F. Müller, 1776)
- Polycera nigropicta Ihering, 1885 aceptada como Polycera quadrilineata (O. F. Müller, 1776)
- Polycera nothus (Johnston, 1838) aceptada como Palio nothus (Johnston, 1838)
- Polycera ocellata Alder & Hancock, 1842 aceptada como Palio nothus (Johnston, 1838)
- Polycera ornata d'Orbigny, 1837 aceptada como Polycera quadrilineata (O. F. Müller, 1776)
- Polycera pudica Lovén, 1846 aceptada como Palio dubia (M. Sars, 1829)
- Polycera punctilucens d'Orbigny, 1837 aceptada como Aegires punctilucens (d'Orbigny, 1837)
- Polycera salamandra Labbé, 1931 aceptada como Polycera quadrilineata (O. F. Müller, 1776)
- Polycera tabescens Risbec, 1928 aceptada como Tambja limaciformis (Eliot, 1908)
- Polycera typica W. Thompson, 1840 aceptada como Polycera quadrilineata (O. F. Müller, 1776)
- Polycera varians M. Sars, 1840 aceptada como Polycera quadrilineata (O. F. Müller, 1776)
- Polycera webbi d'Orbigny, 1839 aceptada como Felimare picta (Schultz in Philippi, 1836)
- Polycera zeylanica Kelaart, 1858 aceptada como Plocamopherus ceylonicus (Kelaart, 1858)
- Polycera zosterae O’Donoghue, 1924 aceptada como Palio dubia (M. Sars, 1829)